# Bocja zielonopręga

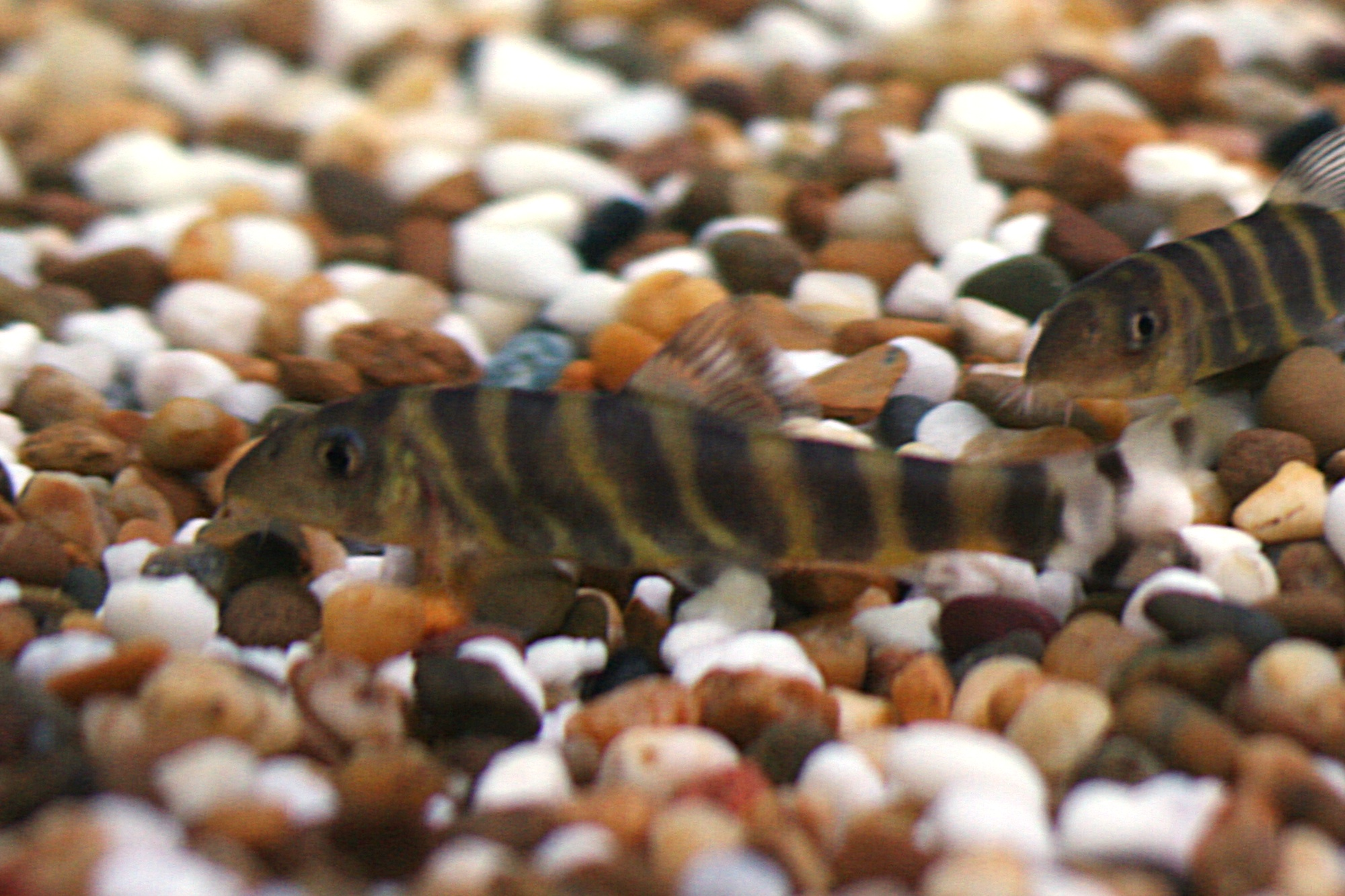

Bocja zielonopręga, bocja królewska (Botia dario) – gatunek słodkowodnej ryby karpiokształtnej z rodziny Botiidae, wcześniej klasyfikowanej w randze podrodziny Botiinae w  piskorzowatych. Gatunek popularny w akwarystyce.

## Występowanie
Rzeki i strumienie dorzecza Gangesu i Brahmaputry w Indiach oraz rzeki Meghna w Bangladeszu.

## Opis
Pokojowo usposobione ryby stadne. Powinny przebywać w grupie przynajmniej kilku osobników. Żywią się głównie ślimakami, które sprawnie wydobywają z muszli. Osiągają przeciętnie około 7 cm, maksymalnie do około 15 cm. Rosną wolno.

## Warunki w akwarium
| Zalecane warunki w akwarium | Zalecane warunki w akwarium                          |
| --------------------------- | ---------------------------------------------------- |
| Zbiornik                    | średni, gęsto obsadzony roślinami, wskazane kryjówki |
| Temperatura wody            | 23–26 °C                                             |
| Twardość wody               | miękka do średnio twardej 5–10°n                     |
| Skala pH                    | 6,0–7,0                                              |
| Pokarm                      | żywy i suchy                                         |